# Jean de Bonald (évêque de Maguelone)
Pour les articles homonymes, voir Jean de Bonald et Bonald (homonymie).
Jean de Bonald (né à Ganges, mort à Montpellier le 15 août 1487), est un ecclésiastique qui fut évêque de Maguelone de 1472 à 1487.

## Biographie
Jean de Bonald est le fils et homonyme de Jean de Bonald seigneur du Fesquet. Il naît à Ganges dans le diocèse de Maguelone. Il est chanoine, vestiaire de Maguelone et vicaire-général, lorsqu'à la mort de l’évêque Maur de Valleville, le chapitre de chanoines l'élit comme son successeur conformément à la Pragmatique Sanction de Bourges. Le pape Sixte IV et le roi Louis XI de France confirment ce choix.  Le siège archiépiscopal de Narbonne étant vacant, c'est l'archevêque de Toulouse qui le consacre.
Le prélat participe aux États du Languedoc à Montpellier en mars 1473 et l'année suivante ainsi qu'à ceux tenus à Pezenas en mai 1482. Il meurt à Montpellier mais est inhumé à Maguelone dans un tombeau qu'il avait fait édifier de son vivant.